# 五龍背駅
五龍背駅（ごりゅうはいえき）は中華人民共和国遼寧省丹東市振安区にある、中国鉄路総公司（CR）瀋丹線の駅。

## 概要
1907年に開業。瀋陽駅から253km、丹東駅から17kmの位置にある。現在は瀋陽鉄道局所属の三等駅に設定されている。
戦前は満州三大温泉に数えられた五龍背温泉の最寄駅として、一部の急行列車が停車していた。また、温泉客のために主要駅から当駅までの往復割引切符が販売されていた。

## 駅周辺
- 五龍背供銷社購物中心
- 五龍背温泉
- 丹東市第二十四中学
- 振安区烈士陵園
- 丹東市五龍背小学
- 丹東市民族学校
- 五龍背鎮医院
- 遼寧省栄軍医院
- 中国人民解放軍六五一五一部隊

## 隣の駅
中国国鉄
瀋丹線
湯山城駅 - 五龍背駅 - 老古溝駅